# والمیراس
والمیراس (انگلیسی: Valmiera) شرکت مصالح ساختمانی لتونیایی است، که در سال ۱۹۶۳ تأسیس شد.